# Lauris Reiniks
Lauris Reiniks (Dobele, 11 luglio 1979) è un cantante lettone.
Ha partecipato all'Eurovision Song Contest 2003 con il gruppo musicale F.L.Y. (creato appositamente per la manifestazione canora paneuropea).

## Discografia
- Planet 42 (2002)
- Lidot savādāk (2003)
- Tik balti (2003)
- Never Look Back (con i F.L.Y., 2003)
- Debesskrāpju spīts (2005)
- Nakts veikalā (2007)
- Es skrienu (2010)
- Aš bėgu (2011)
- Ma jooksen (2011)
- Lauris Reiniks Ziemassvētkos (2012)